# 核桃园镇 (广宗县)
核桃园乡，是中华人民共和国河北省邢台市广宗县下辖的一个乡镇级行政单位。

## 行政区划
核桃园乡下辖以下地区：
核桃园村、北杨庄村、杜家庄村、柏城村、刘家庄村、毕家庄村、七斗店村、北李家庄村、楼斗寨村、三杏村、司马庄村、邱家庄村、陶辛庄村、董里集村、张庄村、小辛庄村、东董里村、北董里村、吉兴古村、红庙村、庞村、北卫庄村、邢家庄村、邢南庄村、庄头村、翟家庄村和孔家庄村。